# 小山回家
《小山回家》是中国导演贾樟柯出品的电影。这部电影长约一小时，是贾樟柯在北京电影学院期间拍摄的，由他的朋友、同学，并且在后来经常合作的王宏伟担任主演。 贾樟柯在剧中客串了主角的朋友。
这部电影讲述了北京一位名叫小山的贫穷的厨师在春节期间回家的途中，一个接一个的障碍似乎出现在他面前时，开始意识到他的目标正在逐步扩大。

## 背景
这部电影是1995年贾樟柯在校期间拍摄的，在1997年香港独立电影短片奖上放映，并获得了大奖。 这部电影使贾樟柯与欧洲的电影摄影师俞力威（已成为贾樟柯最重要的合作者之一）和制片人李洁明保持联系。这三个人后来开始从事贾樟柯的故事片处女作《小武》的创作，该片于1997年完成。

## 风格
和他后来的电影《三峡好人》一样， 《小山回家》中使用的字幕似乎脱离了故事的叙述，其中一个字幕以简历的形式列出了小山的职业目标，而另一个字幕则是在向听众讲述小山的目标是晚上与朋友一起看电视后，列出了电视台的播放时间表。 
这部电影还因使用非普通话而著名，这与大多数在很大程度上遵循政府规定的标准汉语电影的中国电影形成鲜明对比。 